# Paecilaema x-signatum
Paecilaema x-signatum is een hooiwagen uit de familie Cosmetidae.